# 해평면
해평면(海平面)은 대한민국 경상북도 구미시의 면이다. 넓이는 69.21km2이고, 인구는 2018년 6월 30일을 기준으로 4,605명이다.

## 행정 구역
- 일선리(一善里)
- 문량리(文良里)
- 월곡리(月谷里)
- 월호리(月湖里)
- 괴곡리(槐谷里)
- 낙산리(洛山里)
- 도문리(道文里)
- 송곡리(松谷里)
- 해평리(海平里)
- 창림리(昌林里)
- 금산리(金山里)
- 낙성리(洛成里)
- 오상리(五相里)
- 산양리(山陽里)
- 금호리(金湖里)

## 교육
| 학교명                | 소재지                      | 비고        |
| --------------------- | --------------------------- | ----------- |
| 해평초등학교          | 해평면 월호2길 5 (월호리)   |             |
| 해평초등학교 일선분교 | 해평면 낙산1길 55 (낙산리)  | 2008년 폐교 |
| 해평초등학교 향산분교 | 해평면 강동로 2028 (산양리) | 2013년 폐교 |
| 해평중학교            | 해평면 강동로 1654 (월호리) |             |
| 경북생활과학고등학교  | 해평면 강동로 1654 (월호리) |             |